# Evenor fuciformis
Evenor fuciformis is een sponssoort in de taxonomische indeling van de gewone sponzen (Demospongiae). Het lichaam van de spons bestaat uit kiezelnaalden en sponginevezels, en is in staat om veel water op te nemen. 
De spons behoort tot het geslacht Evenor en behoort tot de familie Spongiidae. De wetenschappelijke naam van de soort werd voor het eerst geldig gepubliceerd in 1864 door Duchassaing & Michelotti.